# Sto zvířat
Sto zvířat je česká kapela, která vznikla v roce 1990 a stala se průkopníkem tehdy v Česku téměř neznámých žánrů ska a rocksteady, později doplněnými i o reggae nebo swing. Vycházela z tehdejší vlny anglických kapel jako Madness, Specials nebo Selecters. V porevoluční době, která přála spíše undergroundovým kapelám, přišla s veselými melodiemi, tanečními rytmy a s texty Tomáše Belka.
Kapela je devítičlenná a má za sebou více než 2400 koncertů v Česku, Spojených státech, Francii, Německu, Švýcarsku, Belgii a na Slovensku. Do roku 2020 vydala 15 alb a zúčastnila se i na mnoha různých kompilacích. Rovněž se věnuje pravidelně natáčení klipů, kterých má v archivu okolo dvacítky.

## Obsazení
- Jana Jelínková – zpěv (od roku 1990)
- Jan Kalina – perkuse, zpěv (1990–2023[1])
- Tomáš Belko – tenorsaxofon (od roku 1990, od roku 2014 spolupracuje pouze jako autor textů)
- Miroslav Barabáš – zpěv (od roku 2023)
- Jiří Hanzlík – barytonsaxofon (1999–2022)
- Martin Líska – trombon (od roku 2001)
- Petr Hostinský – klávesy, zpěv (od roku 2004)
- Pavel Herzog – trubka (od roku 2006)
- Jakub Červinka – kytara (od roku 2021)
- Jakub Nývlt – bicí (od roku 2021)
- Adam Nohavica – baskytara (od roku 2022)
- Markéta Smejkalová – barytonsaxofon (od roku 2022)

## Diskografie
- Sto zvířat, 1993
- Druhá brada, 1996
- Bambule, 1998
- Krok stranou, 1999
- Ty vole, na základní škole…, 2002
- Nikdy nic nebylo, 2004
- Jste normální?, 2006 (živé DVD)
- Rozptýlení pro pozůstalé, 2007 – Anděl v kategorii „ska & reggae“
- Postelový scény, 2009
- Sto dvacet, 2011
- Hraju na klavír v bordelu, 2012[2]
- Tlustej chlapeček se včelou v kalhotách, 2013
- Ministerstvo mýho nitra, 2015
- Dáma s čápem, 2017
- 30 let testováno na lidech, 2020
- Noční ptáci, 2023